# Savigné-l'Évêque
Savigné-l'Évêque là một xã trong tỉnh Sarthe ở tây bắc nước Pháp. Xã này nằm ở khu vực có độ cao từ 53-126 mét trên mực nước biển.